# Мошенники (фильм, 2000)
«Моше́нники» (англ. The Prime Gig) — американская драма 2000 года режиссёра Грегори Мошера с Винсом Воном, Джулией Ормонд, Эдом Харрисом и Рори Кокрейном в главных ролях.

## Сюжет
Пенделтон Уайс (Винс Вон) — мелкий мошенник, зарабатывающий на жизнь аферами по продаже фальшивых таймшеров, получает предложение поучаствовать в крупной «игре» под руководством акулы аферного бизнеса Келли Гранта (Эд Харрис). Однако Пенделтон имел неосторожность влюбиться в любовницу Гранта, и теперь его цель удвоилась.

## В ролях
| Актёр             | Роль                   |
| ----------------- | ---------------------- |
| Винс Вон          | Пенделтон «Пенни» Уайс |
| Джулия Ормонд     | Кейтлин Карлсон        |
| Эд Харрис         | Келли Грант            |
| Рори Кокрейн      | Джоэл                  |
| Уоллес Шон        | Джин                   |
| Стивен Тоболовски | Мик                    |
| Джордж Вендт      | Арчи                   |
| Джиннетта Арнетт  | Шерил                  |
| Шишир Курап       | Саджат                 |
| Харпер Ройзман    | Гарри                  |
| Джей Джей Джонсон | Ллойд                  |
| Том Райт          | Марвин Сандерс         |
| Романи Малко      | Зик                    |
| Брайан Джордж     | Нассер                 |
| Эмбер Бенсон      | Бэтгёрл                |